# Парламентские выборы в Канаде (2015)
Парламентские выборы в Палату общин Канады 2015 года прошли 19 октября 2015 года.
Выборы были проведены по мажоритарной избирательной системе с 338 избирательными округами (впервые, ранее было 308, добавлено 15 мест в Онтарио, по 6 в Альберте и Британской Колумбии и 3 в Квебеке, что связано с итогами переписи населения 2011 года).
Выборы были назначены парламентом 2 августа 2015 года. Таким образом избирательная кампания стала длиннейшей в современной истории страны.
Возглавляемая Джастином Трюдо оппозиционная Либеральная партия Канады одержала победу на выборах, после чего действующий  премьер-министр Стивен Харпер подал в отставку.

## Предвыборные опросы
Общенациональные и провинциальные опросы при голосовании по мажоритарной избирательной системе малоэффективны, тем не менее позволяют выявить общие тенденции.
Сегодня, как мы видим, три ведущие канадские партии идут практически нос к носу. В середине августа опрос показывал небольшое лидерство "Новых демократов", которые опережали правящих консерваторов Стивена Харпера примерно на 2 % и процента на 3 от них отставали либералы. Поскольку разрыв такой небольшой – фактически серьезной разницы в поддержке между этими партиями нет (11.09.2015 РИА Новости).
На сегодняшний день правящая партия консерваторов оказывается по результатам комбинированного подсчета опросов различных социологических групп на третьем месте – позади новых демократов и либералов, набирая всего 28 % поддержки населения.

У лидеров – Новой Демократической партии – 31,6 % потенциальных голосов, а у Либеральной партии – 31,5 %.

Если бы выборы состоялись прямо сегодня, победу на них одержали бы либералы, проведя в парламент 119 своих депутатов. У NDP оказалось бы 113 членов палаты Общин в Оттаве, а у консерваторов – 105.
Консерваторы на сегодня получили бы в Британской Колумбии семь депутатских мест из 42, в Альберте – 28 из 34, в Саскачеване и Манитобе – 17 из 28, в Онтарио 45 из 121, в Квебеке 4 из 78 и в атлантических провинциях – ещё 4 из 32. На территориях, где существует всего три избирательных округа, тори не выиграли бы сейчас ни в одном.
У либералов такой расклад: 13 в Британской Колумбии, 2 в Альберте, 6 в Саскачеване и Манитобе, 60 в Онтарио, 12 в Квебеке, 24 на Атлантике и 2 – на территориях.
Новые демократы смогли бы провести своих депутатов: 21 в Британской Колумбии, 4 в Альберте, 5 в Саскачеване и Манитобе, 16 в Онтарио, 62 в Квебеке, 4 на Атлантике и 1 на территориях.
У партии зеленых оказалось бы на текущий момент одно место – от Британской Колумбии, где баллотируется их лидер Мэй.
Националистического толка Блок Квебека не смог бы послать ни одного своего депутата. (10 сентября 2015 RussianWeek.ca).
За неделю до выборов опрос, проведённый организацией Forum Research показал, что у либералов было 37 % поддержки, в то время как у консерваторов – 31 %, у НДП – 24 %, Квебекского блока – 6 % и Партии зелёных – 2 %. При этом  26 % респондентов поддерживали ЛП, так как считали, что у неё больше шансов возглавить правительство.
В целом выборная кампания проходила спокойно, основные вопросы касались исключительно внутренней политики и экономики. 

Скандалы носили исключительно частный характер.

## Результаты

### Федеральные
| Партия          | Голосов всего       | Мест | Δ мест |
| --------------- | ------------------- | ---- | ------ |
| Либералы        | 6 943 276 (39,47 %) | 184  | ▲ 148  |
| Консерваторы    | 5 613 614 (31,91 %) | 99   | ▼ 60   |
| НДП             | 3 470 350 (19,73 %) | 44   | ▼ 51   |
| Квебекский блок | 821 144 (4,67 %)    | 10   | ▲ 8    |
| Зелёные         | 602 944 (3,43 %)    | 1    | ▼ 1    |

### По провинциям
|                 | Альберта  | Британская Колумбия | Квебек    | Манитоба | Новая Шотландия | Нунавут  | Нью-Брансуик | Ньюфаундленд и Лабрадор | Онтарио   | Остров Принца Эдуарда | Саскачеван | Северо-Западные территории | Юкон     |
| --------------- | --------- | ------------------- | --------- | -------- | --------------- | -------- | ------------ | ----------------------- | --------- | --------------------- | ---------- | -------------------------- | -------- |
| ЛП              | 4 (24,6)  | 17 (35,2)           | 40 (35,7) | 7 (44,6) | 11 (61,9)       | 1 (47,2) | 10 (51,6)    | 7 (64,5)                | 80 (44,8) | 4 (58,3)              | 1 (23,9)   | 1 (48,3)                   | 1 (53,6) |
| КП              | 29 (59,5) | 10 (30,0)           | 12 (16,7) | 5 (37,3) | 0 (17,9)        | 0 (24,8) | 0 (25,3)     | 0 (10,3)                | 33 (35,0) | 0 (19,3)              | 10 (48,5)  | 0 (18,0)                   | 0 (24,0) |
| НДП             | 1 (11,6)  | 14 (25,9)           | 16 (25,4) | 2 (13,8) | 0 (16,4)        | 0 (26,5) | 0 (18,3)     | 0 (21,0)                | 8 (16,6)  | 0 (16,0)              | 3 (25,1)   | 0 (30,8)                   | 0 (19,5) |
| Квебекский блок |           |                     | 10 (19,3) |          |                 |          |              |                         |           |                       |            |                            |          |
| Зелёные         | 0 (2,5)   | 1 (8,2)             | 0 (2,3)   | 0 (3,2)  | 0 (3,4)         | 0 (1,5)  | 0 (4,6)      | 0 (1,1)                 | 0 (2,9)   | 0 (6,0)               | 0 (2,1)    | 0 (2,8)                    | 0 (2,9)  |
| Всего           | 34        | 42                  | 78        | 14       | 11              | 1        | 10           | 7                       | 121       | 4                     | 14         | 1                          | 1        |